# Escritorio de El Bestiario
El escritorio de El Bestiario corresponde a un escritorio papelera sin tapa y con cajones en el frente y utilizado a mediados del siglo XVII. Fue utilizado para almacenar objetos relacionados con la escritura, aunque también para guardar objetos de valor, como joyas. Sus cajones están tallados con diferentes iconos, en su mayoría religiosos o haciendo referencia al bestiario.

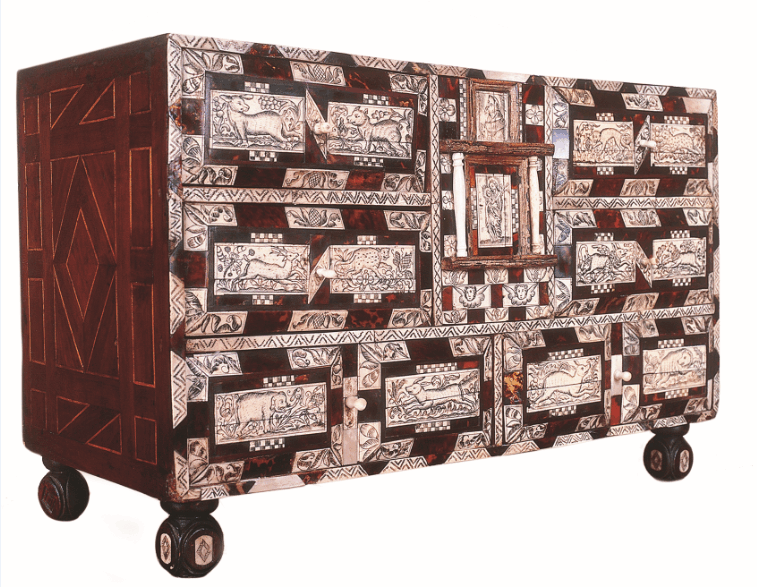
Escritorio Papelera.. Madera, marfil, hueso y carey 67 x 42,5 x 29,5 cm. colección Museo de Arte colonial Bogotá (Inv. no. 04.4.007). Se expuso en el Petit Palais de París, el 26 de septiembre de 1975

## Origen
El término escritorio proviene del latín scriptorium. Este término hace referencia al mueble cerrado y con tapa, que se usa para guardar papeles e implementos de escritura en su interior, mas no era utilizado para el ejercicio de la escritura. Comúnmente, este artefacto es construido en madera y con diferentes acabados, tales como policromías, taracea, enchapes, recubrimientos en sedas, y ricas guarniciones en plata, latón o hierros casi dorados. 
También es utilizado el término Bargueño para referirse a este tipo de muebles. Pero al ser este término posterior al artefacto, no es correcto utilizarlo, aunque se mantiene por el uso de la tradición que lo precede. 
Este artefacto fue un mueble de asiento y no de viaje, característica propia de las sociedades urbanas del siglo XVII.

## Uso
El uso principal para estos muebles fue el de albergar los utensilios necesarios para desempeñar la labor de la escritura, tales como papel o tintas, aunque en el mismo no se realizase la acción. Otros usos adicionales que fueron surgiendo a través del tiempo fueron el de albergar objetos, no solo valiosos económicamente si no valioso sentimentalmente. Estos muebles se encontraban en lugares domésticos, tiendas, conventos, iglesias y edificios de administración. Por su alto valor estético también fue usado como presente en la época. Al ser un artefacto en donde se guardarían objetos valiosos, algunos de sus dueños encomendaron a sus fabricantes realizar cajones secretos para así asegurar mejor sus pertenencias. 

## Técnicas de construcción
Dependiendo de la complejidad del artefacto es necesaria la intervención de diferentes artesanos, principalmente desempeñada por entalladores, carpinteros ebanistas y ensambladores, o en otros casos cerrajeros, grabadores, pintores y encoradores. A su vez, estos artesanos se Regina por una serie de tratados humanísticos en donde se plasmaban la organización de los elementos y el manejo de proporciones y recursos esenciales de la belleza. La mayoría de estos tratados se escribieron en la primera mitad del siglo XVI.

### La Taracea
Es la disposición de una cosa de dos colores echados como a manchas con proporción y hermosura. También puede ser el embutido hecho con pedazos menudos de chapa, madera, concha, nácar y otras materias. 
Para la colonia existen tres tipos de taracea. La primera se hace a partir de hueso, marfil o maderas preciosas. La segunda es la incrustación o aplicaciones de pedazos de material sobre la superficie y la última, el trabajo en mosaico, de composición con materiales y maderas diversas.
Esta técnica se maneja principalmente en los frentes y en algunos laterales de estos muebles. 

### El Grabado
Este es practicado esencialmente sobre placas de hueso que son utilizadas para representar el tema iconográfico. Esta técnica consiste en realizar sobre una lámina de hueso o marfil un dibujo que señala la línea sobre la cual la gubia deja un surco más o menos profundo según la intensidad que se desee plasmar, luego este surco es rellenado con tinta u otro material oscuro, para que cuando este se seque quede una imagen oscura contrastando con el fondo claro. En general se representan a través de esta técnica alusiones a temas de cacería, bestiarios, imágenes religiosas y mitológicas, heráldicas, temas, vegetales y figuras geométricas y abstractas.

## Iconografía
El paraíso es el lugar donde esta la máxima expresión del mundo natural. Este está conformado por minerales, plantas y animales. Los primeros libros especializados, que a falta de imágenes hacían extensas descripciones y se llamaron lapidarios, dedicados a los minerales, florarios, dedicados a las plantas y los bestiarios dedicados a los animales. A partir de este paraíso, es de donde se valieron los primeros hombres para explicar, enseñar y aclarar ideas sobre situaciones similares que estaban relacionadas con los hombres. De ahí que cada animal tuviese valores y propiedades, virtudes y vicios. 

## Ejemplo de estudio

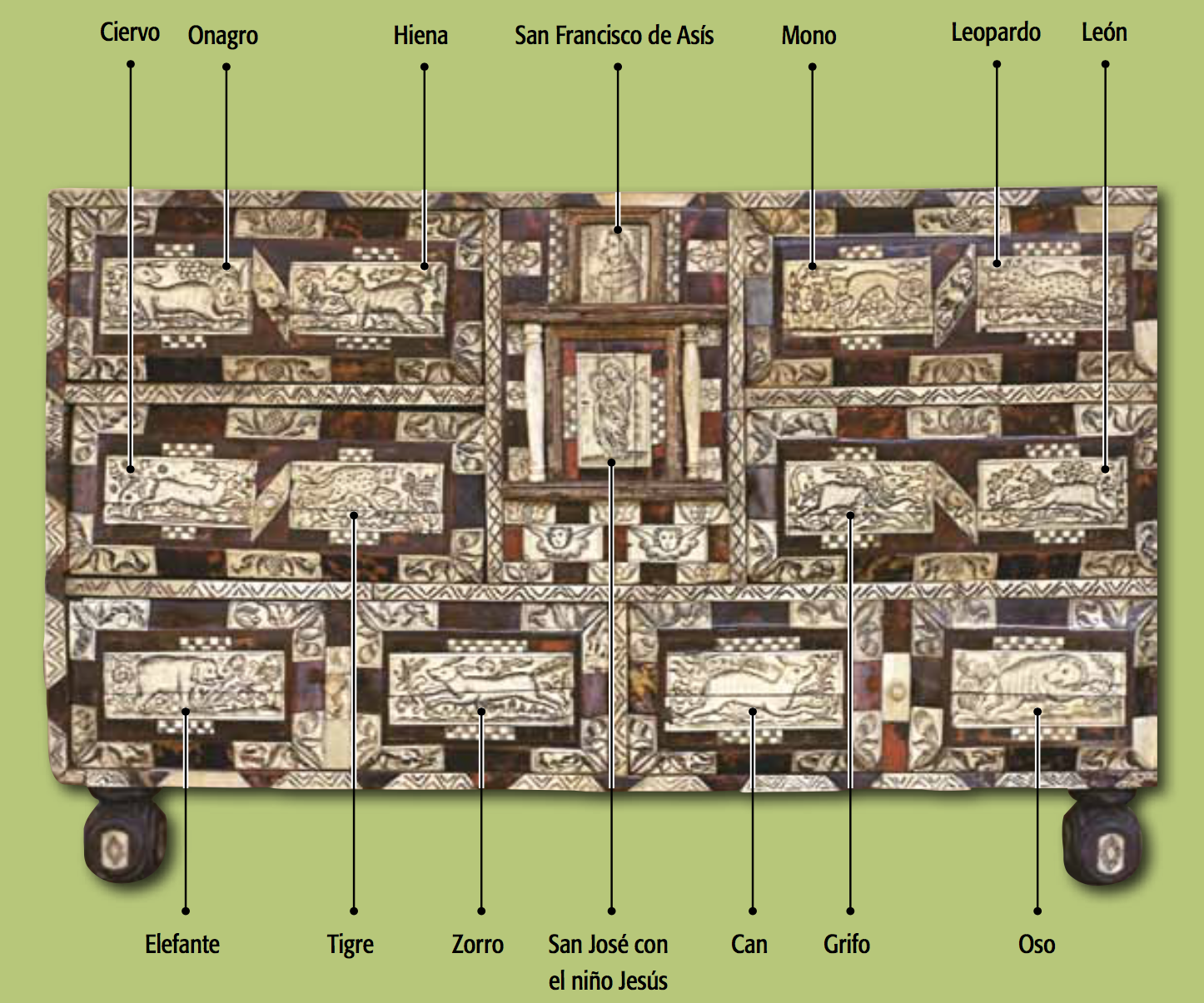
En esta imagen aparecen los nombres y ubicaciones de los grabados en los cajones del escritorio

Este escritorio corresponde, según Luis Alberto Acuña, a Miguel acuña, el mismo maestro que tallo el antiguo retablo y el púlpito de la capilla del sagrario. Para este bestiario se escogieron particularmente animales mamíferos y cuadrúpedos. Formalmente esta organizado en su frente por tres franjas horizontales, las cuales las dos superiores están interrumpidas en el medio por un cuerpo vertical. Cada franja horizontal contiene dos cajones a cada lado, y en cada cajón hay dos plaquetas de hueso con el grabado de un animal. 
Interpretación:
- San Francisco de Asís: Es el símbolo de la pobreza, que acogió por voluntad propia. En la imagen se reconoce porque el hábito terroso de la orden de los Hermanos menores. También se le reconoce por la llaga en la mano de la oración. Es la imagen de la perfección cristiana, despojado de todas sus riquezas, ambiciones y orgullo.

- San José con el Niño Jesús: Una de sus principales características, es que plasma la vara florida con la flor de lirio, símbolo de su matrimonio virginal, luego de ser el hombre que triunfó sobre los otros pretendientes de la virgen. Se aproxima a lo más esencial de la condición humana: la fe, la obediencia y la humildad.

- El onagro: Es el asno silvestre y salvaje. Es independiente y es así como su imagen fue símbolo de libertad.

- La hiena: Se reconoce por sus patas cortas, rabo corto y una cabeza semejante a la de los perros. La hiena representó a los seres de espíritu doble, falsedad e hipocresía.

- El ciervo: Destaca por su gran cornamenta. Es uno de los animales más importantes y comunes para la iconografía cristiana. Ha significado el enemigo de las  serpientes, y por ende del mal.

- El tigre: Se distingue por sus numerosas manchas, valor y rapidez. También hace alusión a los hombres que no se conmueven ante las suplicas de otros y no sienten compasión por sus desdichas.

- El elefante: Su gran tamaño puede hacer referencia a la grandeza de las montañas. Es símbolo de docilidad, clemencia y justicia. También se le atribuye cualidades, virtudes y dones como la castidad, la bondad, la moderación, la templanza, la fuerza inexpugnable y la precisa orientación.

- El zorro: Considerado sucio y su representación demuestra pocas fuerzas y fragilidad. Sobrevive gracias a su astucia y a la falsedad. Representó al diablo, por su malicia y falsedad, y un símbolo de hipocresía religiosa.

- El grifo: se considera originario del lejano oriente. Es un animal con cuerpo y cabeza de león, pero con alas y patas como las de un águila. Por lo general, fue considerado como un ser hostil a la divinidad.

- El león: Ha sido considerado el rey de los animales. Se le atribuye la generosidad, la fuerza, la vigilancia, el poder y la majestad. También se le atribuye la soberbia, que conlleva a su vez a la altivez y la arrogancia.

- El mono: Es un animal que aprende fácilmente, y por ende simboliza la sabiduría y el conocimiento, aunque a veces se le considere juguetón y libertino.

- El leopardo: Es un animal ágil, que simboliza la capacidad de abstenerse de molestar a sus compañeros y perdonarlos. Se dice que es un ser engendrado entre el león y la pantera, y por ende tiene una naturaleza feroz y asesina.

- El can: Animal de olfato fino, excelente vigilante y una fidelidad incomparable. Tiene la capacidad de reconocer fielmente a su benefactor.

- El oso: Es un animal de gran fortaleza y tamaño. Es considerado también como inmortal, haciendo alusión a las temporadas invernales donde el oso “muere” y en primavera despierta “resucita”.